# Похвиснево
Похвиснево (рос. Похвиснево) — присілок в Таруському районі Калузької області Російської Федерації.
Населення становить 217 осіб. Входить до складу муніципального утворення Присілок Похвиснево.

## Історія
Від 2004 року входить до складу муніципального утворення Присілок Похвиснево

## Населення
| 2002 | 2010 |
| ---- | ---- |
| 233  | ↘217 |